# جون أبركرومبي
جون أبركرومبي (بالإنجليزية: John Abercrombie)‏ هو عازف قيثارة وملحن وعازف جاز أمريكي، ولد في 16 ديسمبر 1944 في بورت تشيستير في الولايات المتحدة، وتوفي في 22 أغسطس 2017 في كورتلاند في الولايات المتحدة بسبب نوبة قلبية.

## وصلات خارجية
- الموقع الرسمي
- جون أبركرومبي على موقع ميوزك برينز (الإنجليزية)
- جون أبركرومبي على موقع أول ميوزيك (الإنجليزية)
- جون أبركرومبي على موقع ديسكوغز (الإنجليزية)